# Монгольське завоювання Зигії
Монгольське завоювання Зигія — низка військових кампаній монголів у 1237—1240 роках, наслідком чого стало встановлення зверхності Монгольської імперії над Зигією.

## Передумови
1220 року монгольські війська почали вторгнення на Кавказ. 1222 року вони завдали поразки Державі Ширваншахів та Дербентському емірату, з боями пройшли Дагестан. Після цього завдали поракзи аланам і половцями поодинців. В результаті деякі з молодших ханів останніх стали відступати на південь і захід, включаючи родючі річкові долин Кубані. На той час усю долину річки Кубань разом з притоками, до кордонів з Аланією охоплювала держава Зигія та її васальні князівства.
1236 року монгольські війська під проводом Бату захопило Надволжя, а у 1237 році — Волзьку Болгарію.

## Перебіг подій
Побоючись союзу Зигії з половцями, що мешкали в Криму та на Дону Бату відправив 1237 року війська на підкорення цієї країни. Тукар, цар Зигії, ймовірно діяв спільно з аланськими правителями. Втім зигське військо не змогло протистояти військовій організації монголів. Тукар загинув в битві того ж року. Боротьбу продовжив його родич Тукбаш. Останній загинув у 1238 році, зазнавши поразки. Монголи успішно встановили контроль над більшою частиною долини річки Кубань Частина зигів відступила вискоко у гори.
Оскільки хан Бату планував військову кампанію проти північноруських князівств й вважаючи зигів приборканими, він наказав своїм військам повернутися у ставу на Ітілі. Цим скористалися князі зигів, що відновили напади на залоги монголів. В результаті 1239 року Бату знову відправив потужне військо, яке з великими складнощами у 1240 році приборкала рештків зигів.
Вільгельм де Рубрук, посланець Франції до Сартака, перебуваючи в цих місцях у 1253 році вказував, що зигі «не схилялися перед монгольським пануванням», незважаючи на те, що ціла п'ята частина монгольських армій у той час була віддана справі придушення їх опору.

## Наслідки
Золотій Орді загалом вдалося підкорити регіон, встановивши тут більш-менш міцну владу. Великої шкоди було завдано населенню, яке частково було знищено, частково перетворено на рабів. Зникли численні великі селища, історичні будівлі, православні храми.